# Demak
Demak ist eine indonesische Stadt und Kecamatan in der Provinz Zentraljava (Jawa Tengah) mit circa 113.000 Einwohnern. Die Stadt ist die Hauptstadt des Regierungsbezirk Demak und ist der ehemalige Standort des Sultanats von Demak nach dem die Region benannt ist.

## Geographie
Demak liegt im Zentrum des Regierungsbezirks Demak und grenzt von Norden nach Westen an die Distrikte (Kecamatan) Mijen, Karanganyar, Gajah, Wonosalam, Karangtengah, Bonang und Wedung.